# 布朗斯敦特設鎮區 (密歇根州)
布朗斯敦特設鎮區（英語：Brownston Charter Township）是位於美國密歇根州韋恩縣的一個特設鎮區。

## 地方資料
布朗斯敦特設鎮區的面積為79.36平方千米，當中陸地面積為57.47平方千米，而水域面積為21.89平方千米。根據2020年美國人口普查的數據，當地共有人口33194人，而人口密度為每平方千米418.27人。